# Terasy (Bahá'í)

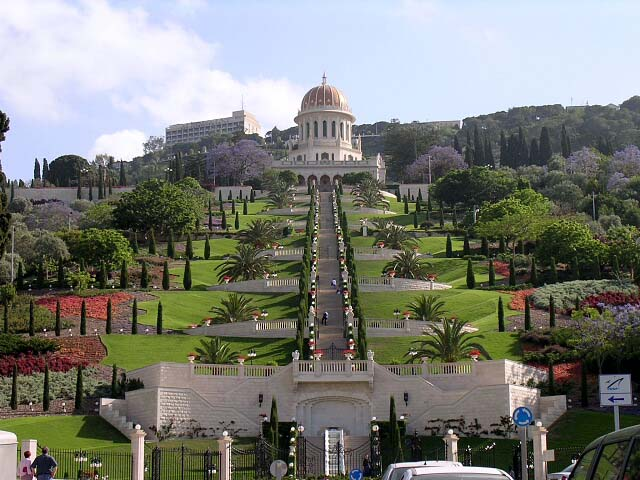
Pohled na terasy a Svatyni Bába

Terasy Bahá'í nebo také Visuté zahrady v Haifě jsou zahradní terasy v pohoří Karmel v Haifě, které patří k nejoblíbenějším turistickým cílům v Izraeli. Terasy byly dokončeny v roce 2001, mají 19 teras a vice než 1 500 schodů stoupajících na horu. Na centrální terase se nachází svatyně Bába, pojmenována podle jedné z hlavních náboženských postav víry Bahá’í.
Terasy jsou součástí komplexu Baháʼího svatých míst v Haifě, Akku a severní Galilei, která byla v červenci 2008 zapsána na seznam světového dědictví UNESCO.
Terasy se nacházejí ve čtvrtích Vádí Nisnas a Hadar ha-Karmel.

## Design
Devět soustředných kruhů tvoří hlavní geometrii osmnácti teras. Osmnáct teras a jedna terasa svatyně Bába tvoří celkem devatenáct teras. Devatenáct je ve víře Bahá’í a Bábí významné číslo.
Terasy mají základ v perských zahradách v íránském Šírázu, zahradách Nišat Bágh v indickém svazovém státě Džammú a Kašmír a anglických zahradách, protože izolují místo od okolního hluku a propojují jednotlivé budovy na hoře.
Terasy byly otevřeny veřejnosti v červnu 2001. Terasy začínají na úpatí hory a táhnou se téměř jeden kilometr až po úbočí pohoří Karmel, přičemž leží na ploše přibližně 200 000 metrů čtverečních. Terasy jsou propojeny schody, které lemují dva potůčky, které kaskádovitě stékají po svahu a terasových můstcích.

## Zavlažování a ekologie
Součástí zavlažovacího systému je počítač, který na základě přijatých meteorologických údajů ovládá stovky ventilů a rozvádí vodu po zahradách. Zavlažování probíhá v noci a brzy ráno, aby se zabránilo plýtvání vodou odpařováním. Voda, která stéká podél schodů, cirkuluje v uzavřeném prostoru uvnitř každé terasy, díky čemuž dochází k malému plýtvání vodou.

## Turismus
V roce 2013 navštívilo terasy 917 031 turistů a 8 000 Baháʼí poutníků.
Starosta Haify Amram Micna označil terasy za osmý div světa. Řekl: „Měli jsme velké štěstí, málokteré město má tak neuvěřitelně krásný park - a to zdarma.“

## Galerie

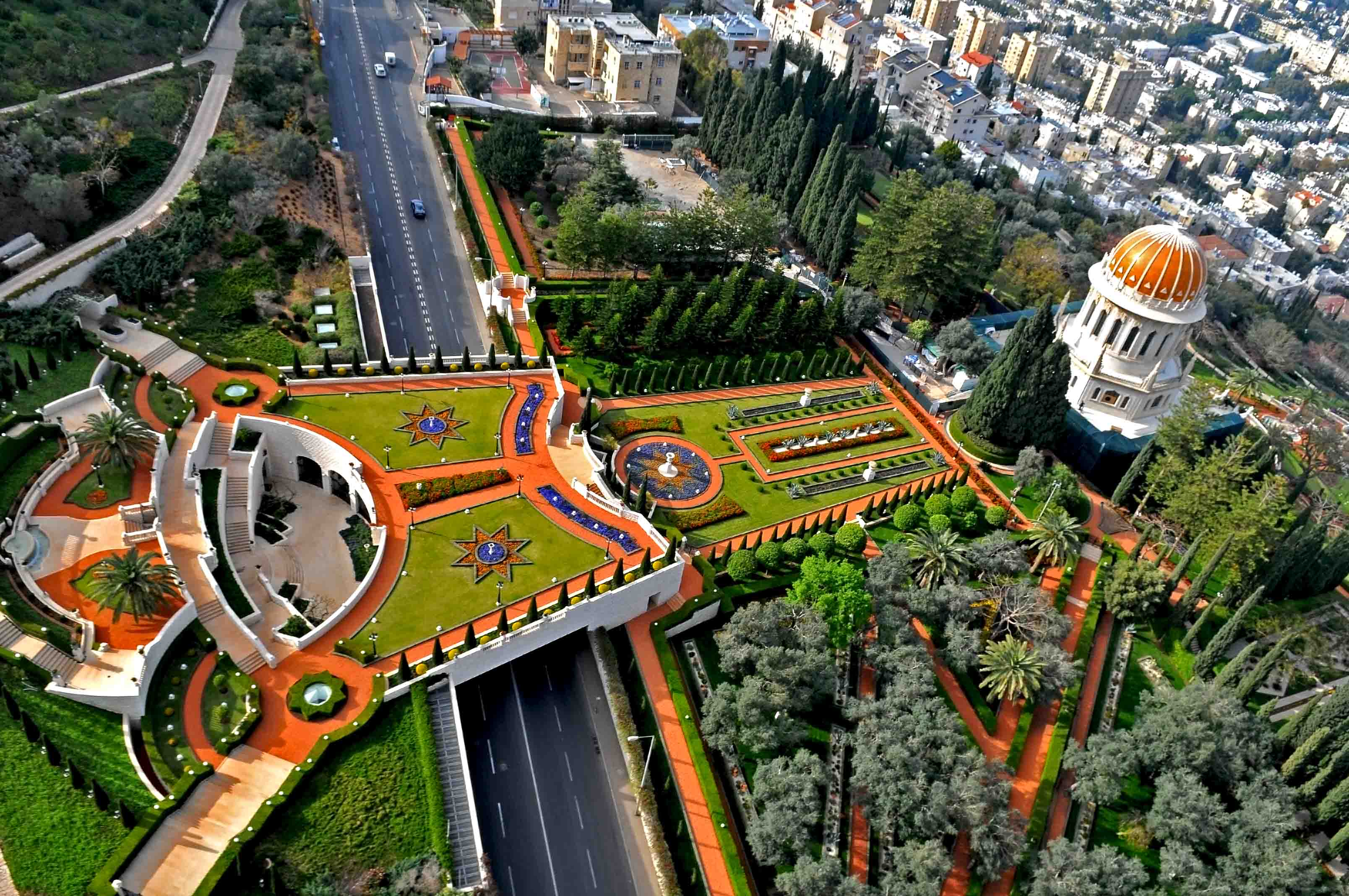
Letecký pohled na terasu mostu za svatyní Bába
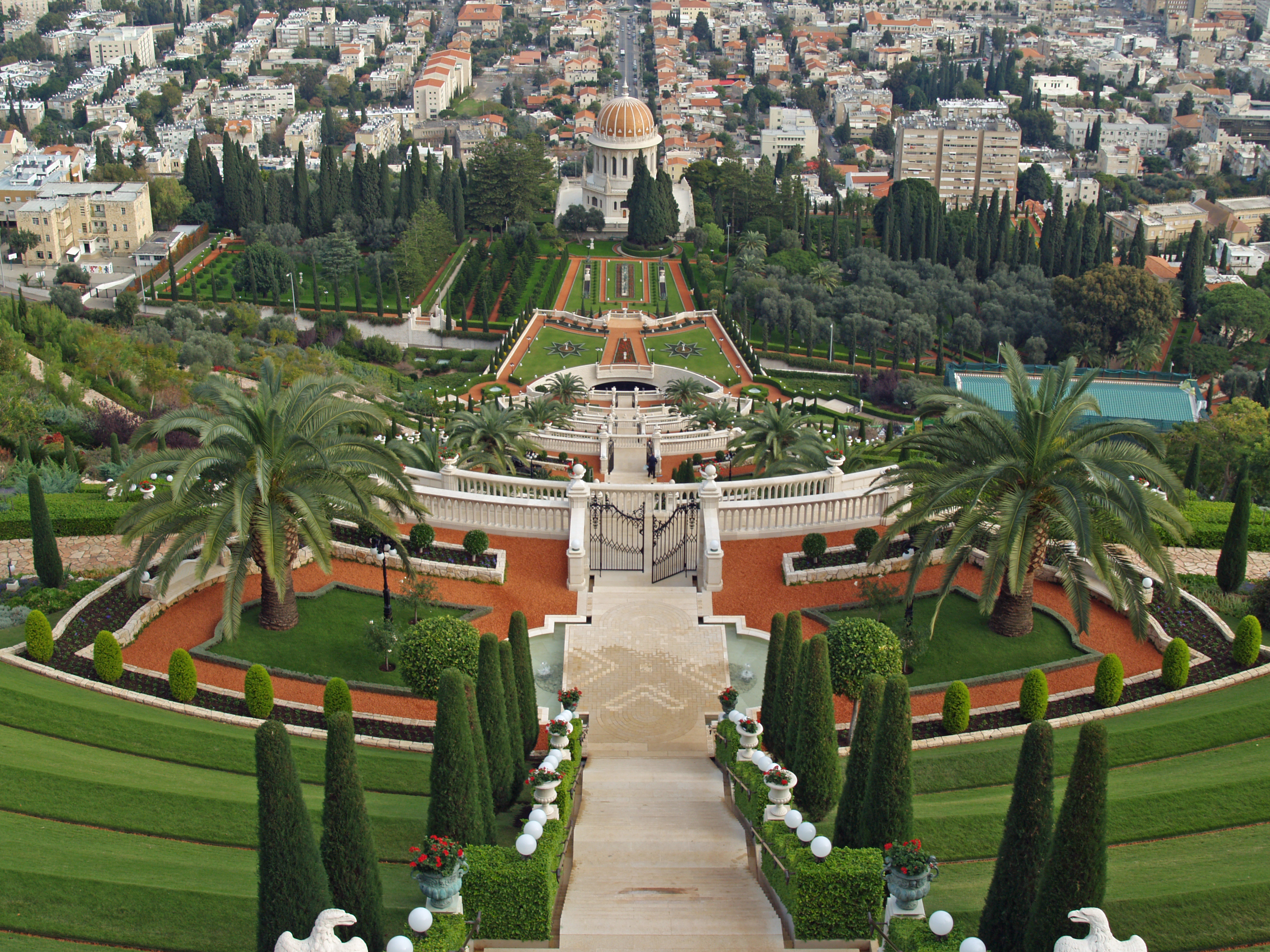
Pohled z vrchu teras
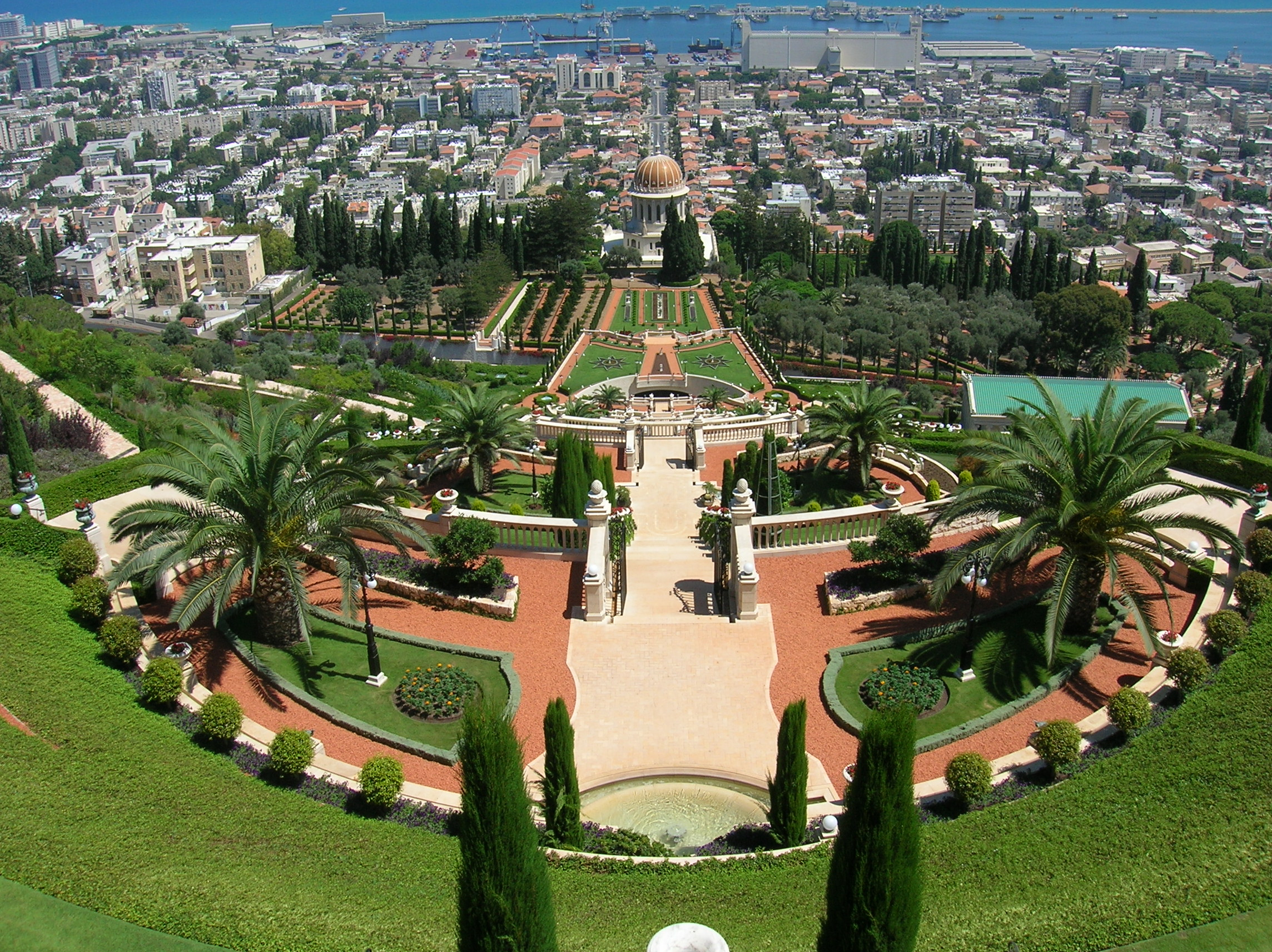
Pohled dolů na terasy
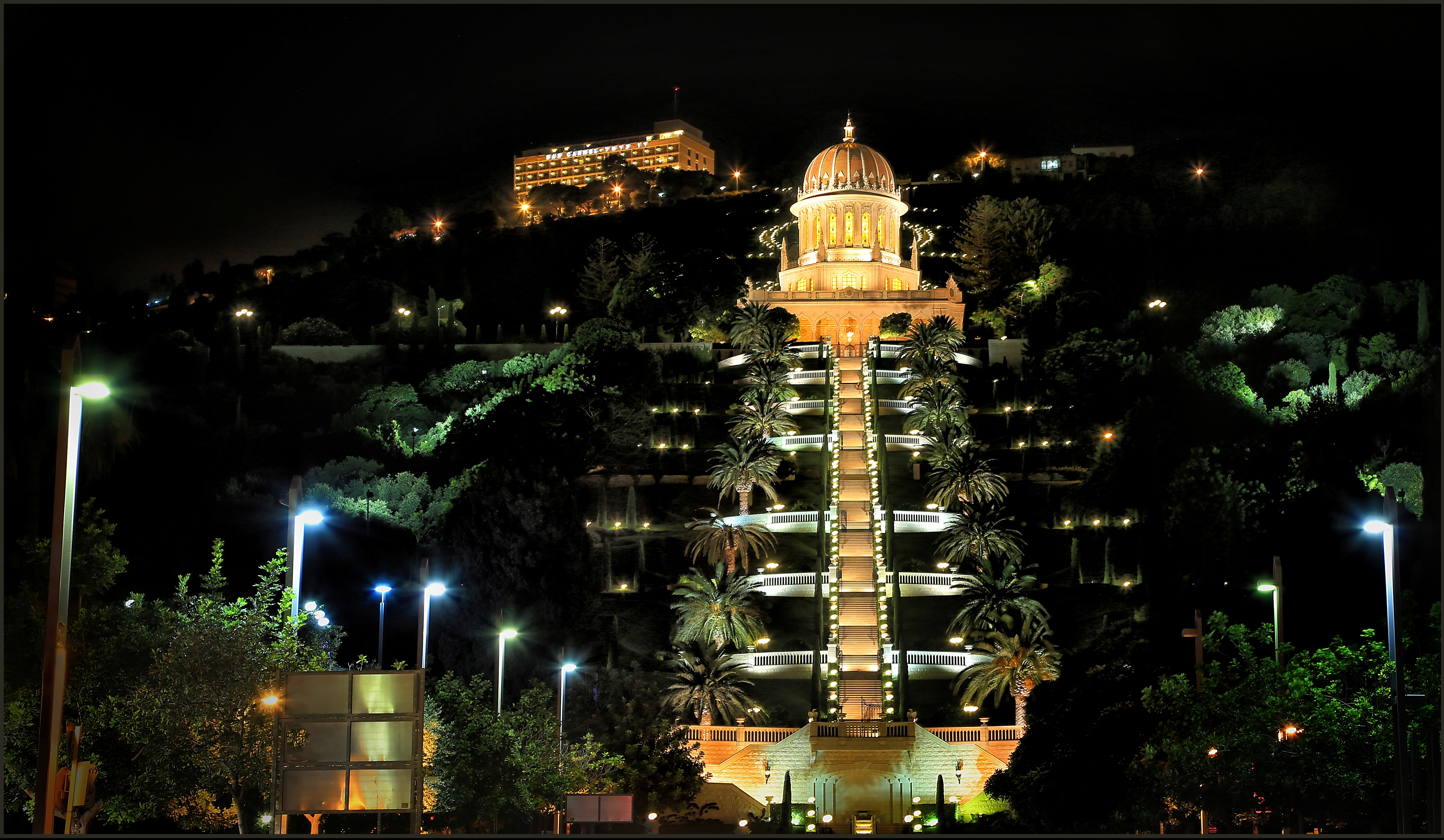
Noční pohled na terasy
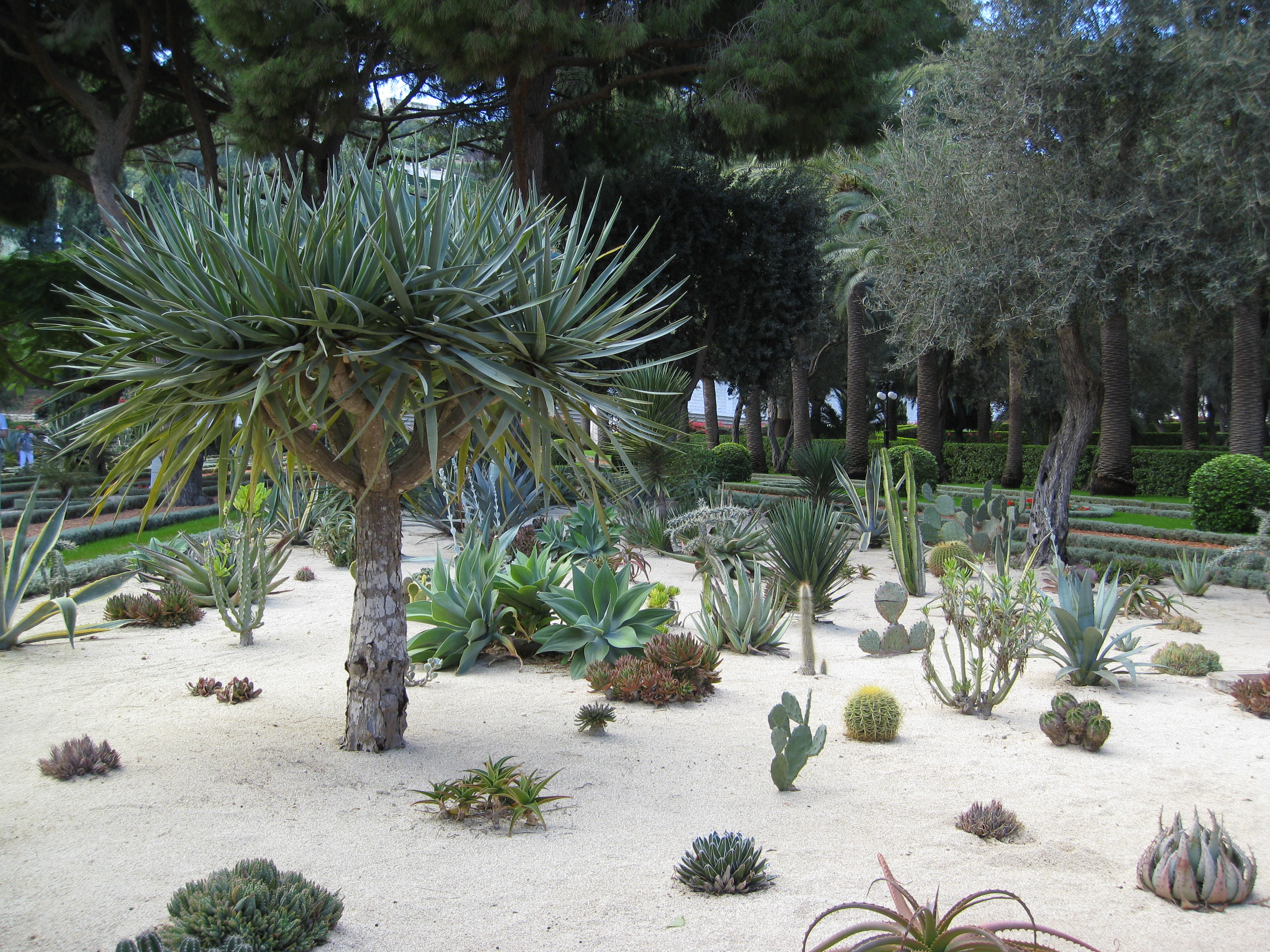
Kaktusová farma nedaleko svatyně Bába